# فيليكس لاكويستا
فيليكس لاكويستا (بالفرنسية: Félix Lacuesta) (20 فبراير 1958 في بايون) لاعب كرة قدم فرنسي معتزل كان يجيد اللعب في خط الوسط . ساهم في وصول نادي باستيا إلى المباراة النهائية لبطولة كأس الاتحاد الأوروبي موسم 1977-1978 كما ساهم في الفوز ببطولة كأس فرنسا موسم 1980-1981 .

## روابط خارجية
- فيليكس لاكويستا على موقع قاعدة بيانات كرة القدم.إي يو (الإنجليزية)
- فيليكس لاكويستا على موقع عالم كرة القدم.نت (الإنجليزية)